# Julius August von der Horst

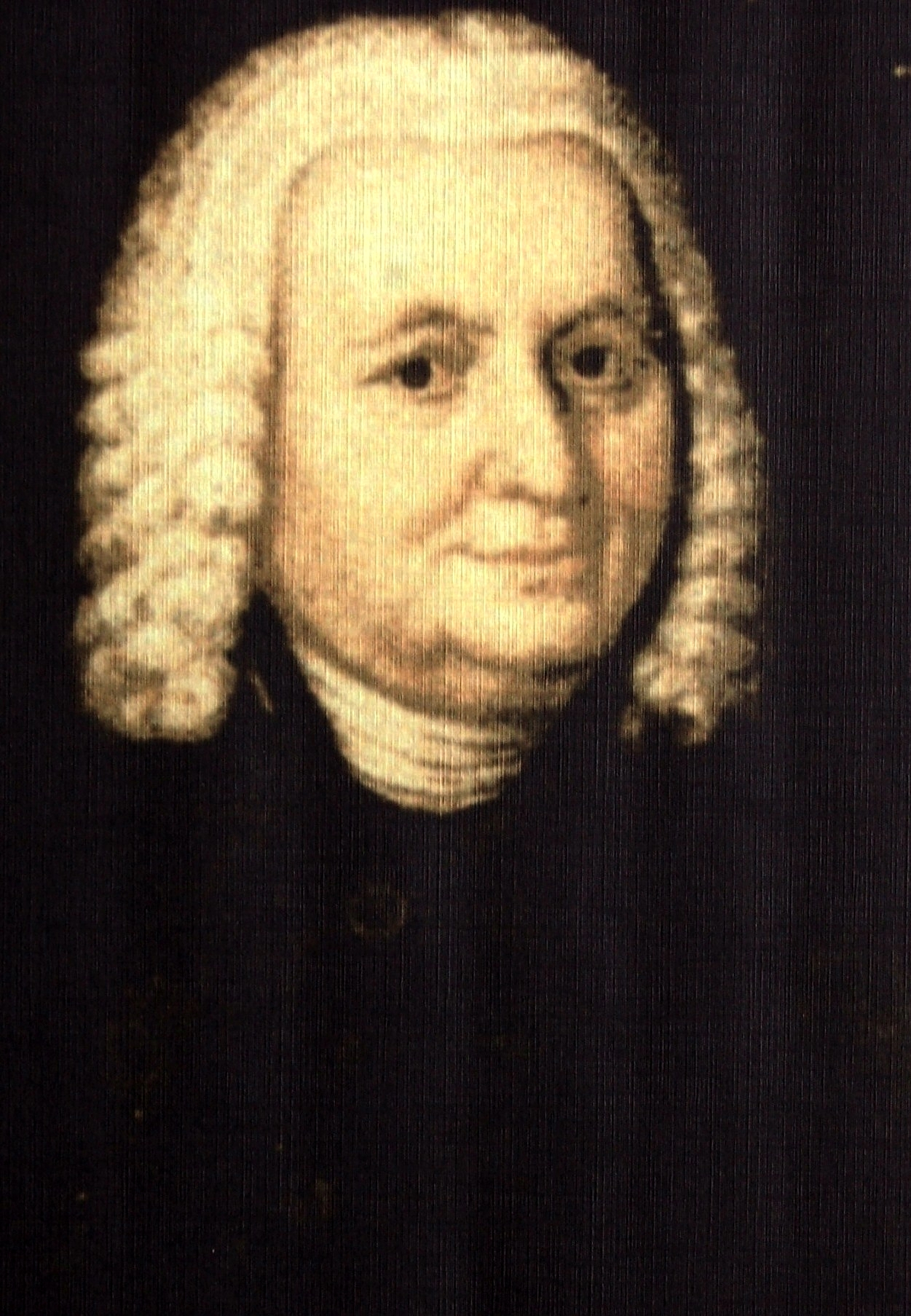
Julius August Freiherr von der Horst

Julius August Friedrich Freiherr von der Horst (* 1723; † 1791) war ein preußischer Minister und Vertrauter von Friedrich II.

## Leben
Julius August von der Horst war Propst des Stifts Levern, Herr zu Haldem, Steinlaken und Sögeln.
Er war Sohn des Landesdeputierten, geheimen Oberfinanzrates, commissaire en chef der Grafschaft Lingen und Tecklenburg, Friedrich von der Horst (1693–1762). Julius August schrieb sich am 7. März 1740 an der Akademie in Lingen ein, am 20. September 1742 in Groningen, und später in Halle.
Er trat 1746 in den preußischen Staatsdienst ein und begann seine Tätigkeit bei der Kriegs- und Domänenkammer in Minden. Von 1749 bis 1753 war er Kriegs- und Domänenrat sowie Kammerdeputierter und Landrat in Lingen. Nach dem Ende des Siebenjährigen Krieges wurde von der Horst 1763 zum Kammerpräsidenten der Kurmark in Brandenburg ernannt. In diesem Amt trug er maßgeblich zur Überführung der Steuerverwaltung in die Regie bei. Friedrich II. ernannte ihn daher 1766 zum Wirklichen Geheimen Etats- und Kriegsrat sowie zum Vizepräsidenten und Dirigierenden Minister im Generaldirektorium. Er war als solcher an der Festlegung neuer Steuertarife beteiligt. Julius August von der Horst war auch für alle Tabakangelegenheiten sowie für das Handels-, Fabriken- und Manufakturdepartement verantwortlich. Er war auch erster Präsident der 1772 gegründeten Seehandlung. Weil er der Aufgabe offenbar nicht gewachsen war, wurde er bereits 1774 abgelöst.
Krankheitsbedingt musste er den Staatsdienst verlassen. Freiherr von der Horst gilt als einziger Minister, der von Friedrich II. in Ehren entlassen wurde. Auch gehörte er zu den wenigen Vertrauten des Königs in dessen letzten Jahren. Zwischen beiden fand, auch nachdem von der Horst Potsdam verlassen hatte, eine sehr umfangreiche Korrespondenz statt. Einer der letzten Briefe des Königs überhaupt war an von der Horst gerichtet und ist auf den 10. August 1786 datiert.
Durch seine Ehe mit Isabella Judith Sophie von Langen erwarb von der Horst 1750 das Gut Sögeln bei Bramsche im Osnabrücker Land. Im Jahr 1775 ließ er Schloss Haldem ausbauen und erwarb Güter in Haldem, die früher einer Seitenlinie derer von Horst gehört hatten. 1776 kaufte er Schloss Hollwinkel. Dieses ist bis heute Sitz der Familie von der Horst. Er beschäftigte sich intensiv mit der Familiengeschichte und hat darüber auch veröffentlicht.
Minister von der Horst starb während einer Kur. Die Tochter Wilhelmine ließ für ihren Vater, den Minister Friedrich des Großen, auf Haldem eine Gedenksäule errichten. Heute steht das Denkmal im Park von Schloss Hollwinkel.

## Adelsanerkennung
Am 11. Mai 1844 erhielten alle Nachkommen des Ministers von der Horst in Potsdam die Anerkennung des erblichen Freiherrenstandes.